# Прекопана
Прекопана (грч. Περικοπή, Перикопи) је насеље у Грчкој у општини Суровичево, периферија Западна Македонија. Према попису из 2021. било је 4 становника.
Македонски историчар Тодор Симовски, 1998. године наводи да је Прекопана словенско насеље.

## Становништво
| Година       | 1940 | 1951 | 1961 | 1971 | 1981 | 1991 | 2001 | 2011 |
| ------------ | ---- | ---- | ---- | ---- | ---- | ---- | ---- | ---- |
| Становништво | 545  | 0    | 0    | 0    | 0    | 6    | 41   | 4    |